# Sistema ortoròmbic
El sistema cristal·lí ortoròmbic és un dels set sistemes cristal·lins existents en cristal·lografia. Molts minerals cristal·litzen en aquest tipus de xarxa, com ara l'olivina o el topazi.

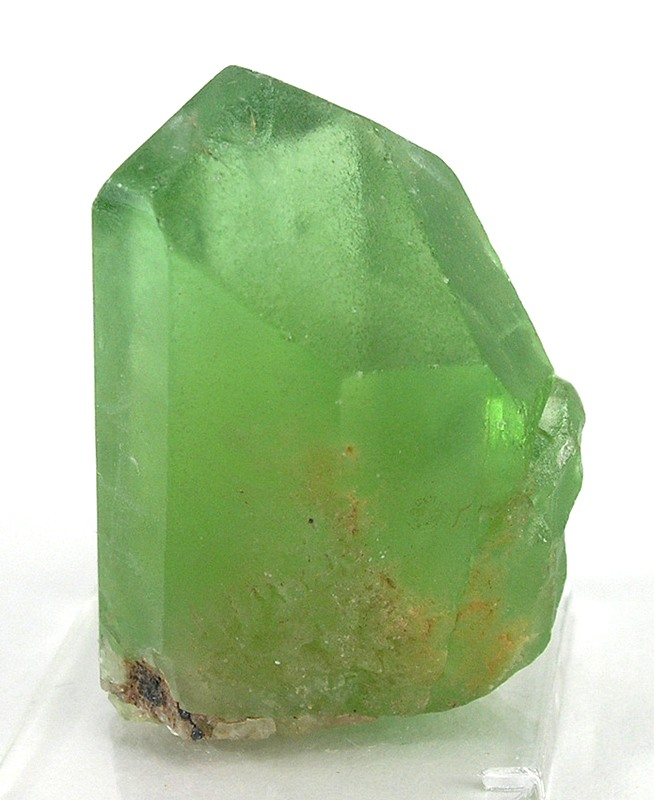
Exemplar d'olivina

## Forma del cristall
Es caracteritza pel fet que la cel·la unitat de la xarxa cristal·lina té la forma geomètrica amb els tres angles rectes, mentre que les tres arestes d'aquesta cel·la unitat tenen totes longituds diferents. Els tres vectors que defineixen la cel·la és el que en matemàtiques es denomina mútuament ortogonals. Les característiques que el distingeixen dels altres sis sistemes cristal·lins és que, o bé té tres eixos binaris o bé un sol eix binari amb tres plans de simetria.

## Tipus
Existeixen quatre varietats principals d'aquest tipus de cristall:

Ortoròmbic simple
Ortoròmbic centrat
Ortoròmbic amb bases centrades
Ortoròmbic amb cares centrades

Els cristalls d'aquest sistema es classifiquen en les tres classes següents:
- Piramidal
- Diesfenoïdal
- Dipiramidal